# Célula de Liberación
La Célula de Liberación fue una célula  creada en Montreal,adherida al Frente de Liberación de Quebec (FLQ), un movimiento revolucionario en Quebec cuyos miembros fueron responsables de varios ataques con explosivos y atracos a mano armada durante los años 60´s, acciones que condujeron a la Crisis de octubre.
Como parte de un intento violento de derrocar al gobierno electo y establecer un estado socialista en Quebec independiente de Canadá, el 5 de octubre de 1970, los miembros de la Célula de Liberación secuestraron al Comisario de Comercio del Reino Unido James Richard Cross, en su casa de Montreal. Los secuestradores se hicieron pasar por repartidores y engañaron a la criada para que los dejara entrar, después de lo cual sacaron sus armas y agarraron a Cross. Cinco días después, miembros de la Célula Chénier del FLQ secuestraron y luego asesinaron al Viceprimer Ministro de Quebec y Ministro de Trabajo, Pierre Laporte. Creyendo que muchos otros seguirían un levantamiento, el objetivo del FLQ era crear un estado independiente basado en los ideales de la Cuba de Fidel Castro.
Luego de retener al Comisionado Comercial Británico por más de sesenta días, los principales miembros de la Célula de Liberación negociaron su liberación a cambio de su salvoconducto a Cuba. Cuatro semanas después, los miembros conocidos de la Célula Chénier fueron ubicados en el sótano de una casa de campo..

### Algunos miembros conocidos de la célula
- Jacques Cossette-Trudel
- Louise Lanctôt (Louise Cossette-Trudel)
- Jacques Lanctôt
- Marc Carbonneau
- Yves Langlois (aka Pierre Seguin)
- Nigel Barry Hamer